# The Movement (album)
Pour les articles homonymes, voir The Movement.
Albums de Inspectah Deck
Uncontrolled Substance
(1999) The Resident Patient
(2006)
Singles
1. The Movement
Sortie : 2003
2. City High
Sortie : 2003
3. Bumpin' and Grindin'
Sortie : 2003

The Movement est le deuxième album studio d'Inspectah Deck, sorti le 20 mai 2003.
L'album s'est classé 7e au Top Independent Albums, 29e au Top R&B/Hip-Hop Albums et 137e au Billboard 200.

## Liste des titres
| No  | Titre                                      | Contient un (des) sample(s) de                  | Durée |
| --- | ------------------------------------------ | ----------------------------------------------- | ----- |
| 1.  | Intro                                      |                                                 | 0:49  |
| 2.  | City High                                  | City of Brotherly Love des Soul Survivors       | 3:18  |
| 3.  | That Shit                                  | Mirrorgate - Southern Oracle de Klaus Doldinger | 4:03  |
| 4.  | Get Right                                  |                                                 | 3:44  |
| 5.  | The Movement                               |                                                 | 3:56  |
| 6.  | Who Got It                                 |                                                 | 4:08  |
| 7.  | It's Like That                             |                                                 | 3:25  |
| 8.  | Shorty Right There (featuring Streetlife)  |                                                 | 2:59  |
| 9.  | U Wanna Be                                 |                                                 | 4:30  |
| 10. | Framed (featuring Kool G Rap et Killa Sin) |                                                 | 2:51  |
| 11. | Bumpin' and Grindin'                       |                                                 | 4:05  |
| 12. | Vendetta                                   |                                                 | 3:37  |
| 13. | The Stereotype                             | Evil Ways de Stanley Turrentine                 | 3:55  |
| 14. | That Nigga                                 | Lazy Susan des Spinners                         | 3:50  |
| 15. | Big City                                   |                                                 | 3:34  |
| 16. | Cradle to the Grave (featuring Mojehan)    |                                                 | 5:57  |